# Nowa Dąbrowa (powiat międzychodzki)
Nowa Dąbrowa – osada w Polsce położona w województwie wielkopolskim, w powiecie międzychodzkim, w gminie Kwilcz.
W latach 1975–1998 miejscowość należała administracyjnie do województwa poznańskiego.